# Гудмундур Торарінссон
Гудмундур «Гуді» Торарінссон (ісл. Guðmundur Þórarinsson; нар. 15 квітня 1992, Сельфосс, Ісландія) — ісландський футболіст, півзахисник клубу ОФІ та збірної Ісландії.

## Клубна кар'єра
Вихованець футбольної школи клубу «Сельфосс». 2008 року став залучатися до ігор основної команди. У результаті за свій рідний клуб виступав протягом трьох сезонів, після чого перебрався до «Вестманнаейї». У новому клубі Гвюдмюндюр став гравцем основного складу, стабільно виступаючи наступні два сезони.
У 2013 році норвезький «Сарпсборг 08» та «Вестманнаейя» домовилися про трансфер молодого півзахисника. У Норвегії Торарінссон виступав наступні два сезони, зігравши загалом за «Сарпсборг» 59 матчів і забивши сім м'ячів у чемпіонаті.
Влітку 2014 року ісландець перейшов у данський «Норшелланн», де провів півтора роки, а на початку 2016 року «Русенборг» та «Норшелланн» провели обмін гравцями. До Данії зі складу тронгеймців вирушив Тобіас Міккельсен, а в «Русенборг» перейшов Турарінссон. У складі нової команди ісландець виграв чемпіонат Норвегії 2016 року.
17 лютого 2017 року Торарінссон перейшов у клуб чемпіонату Швеції «Норрчепінг», підписавши трирічний контракт.
По його завершенню 28 січня 2020 року Торарінссон підписав контракт з клубом MLS «Нью-Йорк Сіті». Пропустивши початок сезону через травму, в американській лізі дебютував 9 липня 2020 року в матчі Турніру MLS is Back проти «Філадельфії Юніон», вийшовши на заміну в компенсований час другого тайму замість Валентина Кастельяноса. 24 квітня 2021 року в матчі проти «Цинциннаті» забив свій перший гол у MLS. Після закінчення сезону 2021, в якому клуб виграв Кубок MLS, «Нью-Йорк Сіті» не став продовжувати контракт з Торарінссоном.
25 лютого 2022 року Торарінссон приєднався до клубу данської Суперліги «Ольборг», підписавши контракт до літа з опцією продовження. За «Ольборг» він дебютував 14 березня в матчі проти «Оденсе», вийшовши на заміну у другому таймі. 2 червня «Ольборг» оголосив про непродовження контракту з Тоурарінссоном.
10 серпня 2022 року Торарінссон підписав дворічний контракт з клубом грецької Суперліги ОФІ.

## Виступи за збірну
21 січня 2014 року Торарінссон дебютував у національній збірній Ісландії в товариському матчі проти збірної Швеції (0:2) в Абу-Дабі.

## Досягнення
- Чемпіон Норвегії: 2016
- Володар Кубка Норвегії: 2016
- Чемпіон MLS (володар Кубка MLS): 2021
- Чемпіон Вірменії: 2024-25
- Володар Кубка Вірменії: 2024-25